# Trostieniec
Trostieniec (ros. Тростенец) – wieś w Rosji, w obwodzie biełgorodzkim, w rejonie nowooskolskim. W 2010 liczyła 845 mieszkańców.